# Ainhoa Carbonell Allué
Francisca Ainhoa Carbonell Allué (19 de febrero de 1984) es una trabajadora social que fue la primera concejala de etnia gitana del ayuntamiento de Vallmoll en Tarragona.

## Biografía
Es diplomada en Trabajo Social, con un título de Intervención Social con la Comunidad Gitana por la Universidad Pública de Navarra (obtenido con matrícula de honor). Ha trabajado como técnica de orientación e intervención social en programas de búsqueda de empleo para jóvenes de etnia gitana en la Fundación Secretariado Gitano en Lleida, su ciudad natal, en la Fundación Gentis de Tarragona y actualmente como coordinadora de acción social de la Fundación privada Formació i Treball en su Delegación de Tarragona.
Es la coordinadora de la asociación de mujeres gitanas de Tarragona Karing-Vaxt (“mirar al futuro” en idioma romaní) creada en 2018. Forma parte de la Associació Jove Gitana de Tarragona. Y colabora con la asociación Aire Nuevo Caló.
De 2015 a 2019 fue concejala por el Partido Socialista de Cataluña-Candidatura de Progreso (PSC-CP) del área de servicios sociales, cultura, juventud y actividades lúdicas. De 2019 a 2023, concejala de cultura y actividades lúdicas del Ayuntamiento de Vallmoll (Tarragona).
Tiene dos hijas; Abril Nisa Carbonell y Alma Nisa Carbonell
Actualmente sigue como concejala por el Partido Socialista de Cataluña-Candidatura de Progreso (PSC-CP), en la legislatura 2023-2027, como responsable de las concejalias de Actividades lúdicas y Turismo.